# 艾茲克勞克萊市鎮
艾茲克勞克萊市鎮是拉脫維亞的市镇，行政中心为艾茲克勞克萊。市镇面積为2,274.3平方公里，人口数量为33,493人（2018年）。
艾茲克勞克萊市鎮设立于2001年。2021年7月1日，原艾茲克勞克萊市鎮与另外5个市镇合并成新的艾茲克勞克萊市鎮。